# Lista de países por exportações farmacêuticas
A seguir está uma lista de países por exportações farmacêuticas.
As vendas globais de medicamentos e medicamentos exportados por país totalizaram US$ 371,3 bilhões em 2018. No geral, o valor das exportações de medicamentos e medicamentos cresceu em média 5,8% para todos os países exportadores desde 2014, quando as remessas de medicamentos e medicamentos foram avaliadas em US$ 344,1 bilhões. Ano a ano, houve um aumento de 7,9% de 2017 para 2018.
Entre os continentes, os países europeus venderam o maior valor em dólares de medicamentos e medicamentos exportados durante 2018, com embarques da Europa totalizando US$ 295,8 bilhões ou 79,7% do total global. Em segundo lugar ficaram os exportadores farmacêuticos asiáticos com 10,7%, enquanto 8,1% dos medicamentos e remessas mundiais de medicamentos originaram-se da América do Norte.
Percentagens menores vieram de medicamentos e fornecedores de medicamentos na América Latina (0,7%), excluindo o México, mas incluindo o Caribe, Oceania (0,5%) liderado pela Austrália e Nova Zelândia, depois África (0,2%).
Os prefixos do código do Sistema Tarifário Harmonizado de 4 dígitos para drogas e medicamentos são:
- 3003 para medicamentos que consistem em dois ou mais constituintes misturados (4,3% do total global)
- 3004 para medicamentos constituídos por produtos misturados ou não misturados (95,7%)

## 2020
Abaixo estão os 15 países que exportaram o maior valor em dólares de medicamentos e medicamentos durante 2020.
1. Alemanha: US$ 60,8 bilhões (14,9% do total exportado de medicamentos e medicamentos)
2. Suíça: US$ 48,1 bilhões (11,8%)
3. Bélgica: US$ 31,1 bilhões (7,6%)
4. França: US$ 28,4 bilhões (7%)
5. Itália: US$ 27,2 bilhões (6,7%)
6. Estados Unidos: US$ 24,7 bilhões (6,1%)
7. Irlanda: US$ 23,1 bilhões (5,7%)
8. Holanda: US$ 19,8 bilhões (4,9%)
9. Reino Unido: US$ 18,7 bilhões (4,6%)
10. Índia: US$ 17 bilhões (4,56%)
11. Dinamarca: US$ 16,7 bilhões (4,1%)
12. Espanha: US$ 10,9 bilhões (2,7%)
13. Suécia: US$ 8,9 bilhões (2,2%)
14. Canadá: US$ 7,6 bilhões (1,9%)
15. Eslovênia: US$ 7,3 bilhões (1,8%)

Em valor, os 15 países listados enviaram 85,9% de todos os medicamentos e medicamentos exportados para 2020.
Entre os países acima, os exportadores de medicamentos e medicamentos que mais cresceram de 2019 a 2020 foram: Eslovênia (aumento de 42,2%), Irlanda (aumento de 28,8%), Índia (aumento de 13,5%) e Itália (aumento de 11,2%).
Os países que registraram os ganhos mais lentos ano a ano foram: Suíça (aumento de 0,7%), Canadá (aumento de 1,6%), Reino Unido (aumento de 1,6%), Estados Unidos (aumento de 1,8%) e Alemanha (aumento de 6,5%). 

## 2014
Os dados são de 2014, em bilhões de dólares dos Estados Unidos, conforme relatado pelo Observatório da Complexidade Econômica. Atualmente estão listados os dez principais países, que respondem por mais de 75% do valor total de mercado, estimado em US$ 354 bilhões.
| #     | País                | Valor </br> US$ bilhões | Mercado mundial </br> compartilhar |
| ----- | ------------------- | ----------------------- | ---------------------------------- |
| —     | União Europeia      | 178                     | 51,2%                              |
| 1     | Alemanha            | 50                      | 16%                                |
| 2     | Estados Unidos      | 38,1                    | 11%                                |
| 3     | Suíça               | 34.1                    | 9,6%                               |
| 4     | Espanha             | 27,5                    | 7,8%                               |
| 5     | Irlanda             | 22,8                    | 6,4%                               |
| 6     | Bélgica+ Luxemburgo | 20,9                    | 5,9%                               |
| 7     | Reino Unido         | 19,6                    | 5,6%                               |
| 8     | Países Baixos       | 14.3                    | 4%                                 |
| 9     | Índia               | 12.1                    | 3,4%                               |
| Total | Total               | 262,3                   | 75,3%                              |

Nota: O total foi calculado excluindo os valores dos estados membros individuais (para este efeito, incluem o Reino Unido) para evitar dupla contagem.